# 东方露齿螺
东方露齿螺（学名：Ringicula orientalis）为露齿螺科露齿螺属的动物，是中国的特有物种。分布于东海等海域，属于暖水性种类。其多见于潮下带水深173m 砂质底。
其种加词“orientalis”意为“东方的”。